# Criminaliteit

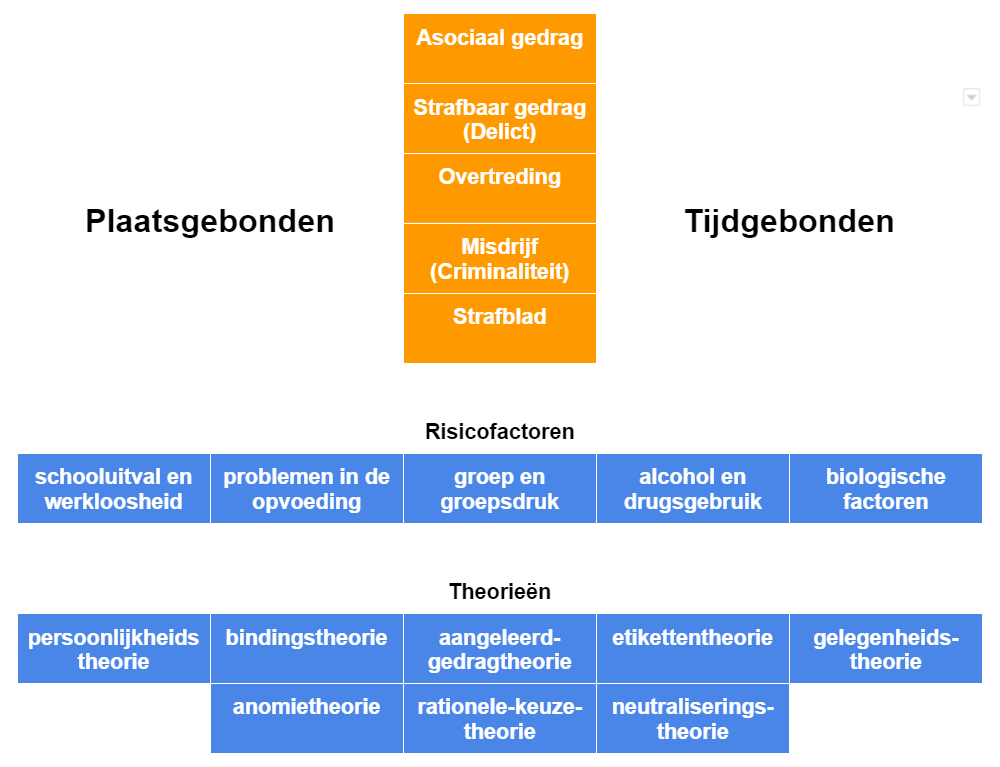
Een overzicht van begrippen die te maken hebben met het thema criminaliteit.

Criminaliteit kan zeer algemeen worden gedefinieerd als alles wat door een wettelijke bepaling als misdrijf strafbaar is gesteld. Wat als criminaliteit wordt beschouwd, kan dus verschillen van maatschappij tot maatschappij, al naargelang van de heersende normen.
De gedragswetenschap die het fenomeen bestudeert is de criminologie; het technisch onderzoek naar misdrijven wordt wel criminalistiek genoemd, maar vaker forensisch onderzoek.

## Oorzaken criminaliteit
De econoom Steven Levitt concludeert in zijn onderzoek 'Understanding Why Crime Fell in the 1990s: Four Factors that Explain the Decline and Six that Do Not' dat de volgende factoren een oorzakelijk verband hebben met de grote criminaliteitsdaling in de VS in de negentiger jaren:
1. Stijging van het aantal gevangenen c.q. zwaardere straffen.
2. Stijging in het aantal politieagenten c.q. grotere pakkans.
3. Daling van cocaïne-gebruik.
4. Legalisering van abortus.

Niet relevant bleken:
1. De sterke economie.
2. De vergrijzing.
3. Nieuwe, innovatieve politiestrategieën.
4. Wetten die de legale verkoop van wapens beperken.
5. Wetten die de legale zichtbaarheid van wapens beperken.
6. Het toepassen van de doodstraf.

De door Levitt genoemde oorzaken spelen niet of nauwelijks een rol in Europa. De situatie in de VS is daardoor niet goed te vergelijken met die in Europa.

## Criminaliteit in Nederland
Het Sociaal en Cultureel Planbureau heeft, aan de hand van slachtofferenquêtes, in een onderzoek van april 2006 geconcludeerd dat de criminaliteit in Nederland tussen 1980 en 2005 toegenomen was van 3,9 naar 4,5 miljoen delicten. Tussen 2005 en 2015 daalde het aantal mensen dat per jaar slachtoffer was van een delict van 28% naar 18%.
Het aantal mensen dat zich vaak onveilig voelt, daalde van 7% in 1995 tot 3% in 2004.
Gestandaardiseerd is hun oververtegenwoordiging ongeveer drie. Net als bij autochtonen nam bij alle groepen niet-westerse allochtonen het aantal verdachten na 2005 met een derde af.
Met ondermijnende criminaliteit wordt criminaliteit (vaak in samenwerkingsverbanden) bedoeld die het vertrouwen in de maatschappij aantasten, zoals mensenhandel, drugshandel, fraude, witwassen en cybercrime.

## Organisaties werkzaam op het vlak van criminaliteit
- Justitie
- Openbaar Ministerie
- Politie
- Rechterlijke macht